# Kasipura
Kasipura (Kašipura) era una ciutat situada al nord de l'Imperi Hitita que els kashka van saquejar cap a l'any 1370 aC probablement en temps d'Arnuwandas I o potser del seu fill i successor Tudhalias III. A l'època d'Arnuwandas era productora de blat.
En una carta trobada a la ciutat de Tapikka s'explica que "els kashka s'han emportat tots els aliments i que no queden mitjans de defensa". Diu que als territoris dels kashka la llagosta del desert s'ha menjat les collites i per això saquegen els territoris propers. El rei promet enviar tropes.